# Kristie Moore

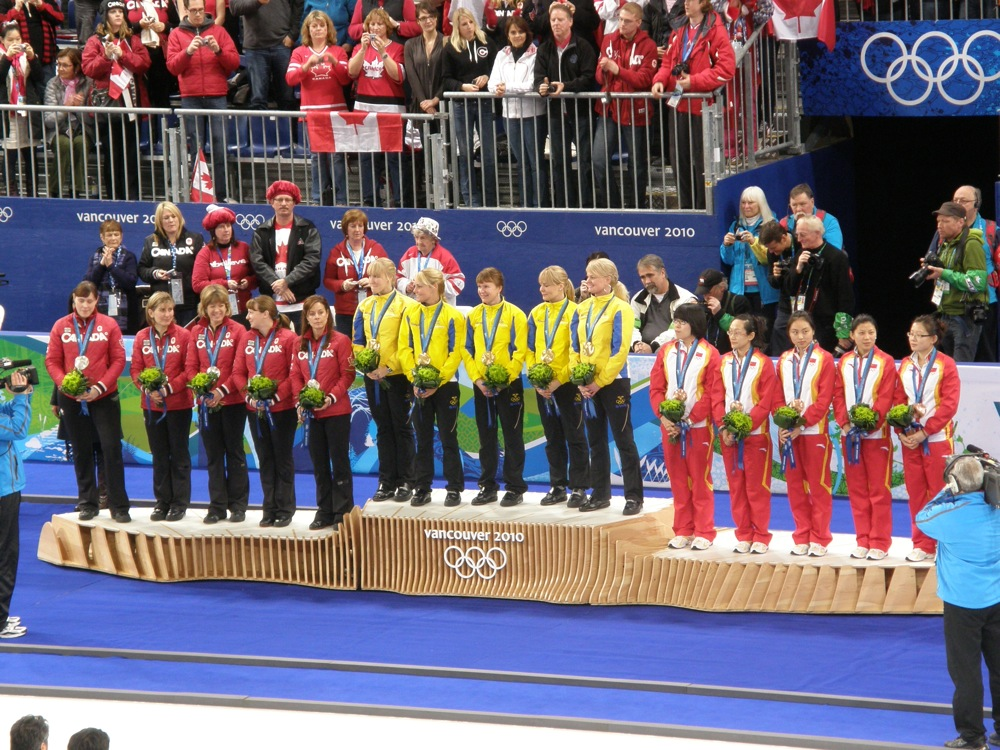
Podium ZIO 2010 (Kriste Moore pierwsza z lewej)

Kristie Moore (ur. 22 kwietnia 1979 w Grande Prairie) – kanadyjska curlerka, srebrna medalistka olimpijska z Vancouver, mistrzyni świata juniorów z 1996.
Jako druga w zespole Heather Nedohin (wówczas Godberson) wygrała Mistrzostwa Kanady Juniorów 1996. Ekipa z Alberty zajęła pierwsze miejsce w Round Robin i bezpośrednio awansowała fo finału, w którym zmierzyła się z Saskatchewan (Cindy Street). Kanadyjki były gospodyniami Mistrzostw Świata, ponadto odbywały się one w ich prowincji. Zespół Godberson w fazie grupowej wygrał 7 z 9 meczów i awansował do rundy finałowej z 3. miejsca. W półfinale Kanada pokonała 6:4 Szwajcarię (Nadja Heuer) i sięgnęła po tytuł mistrzowski zwyciężając w ostatnim meczu 7:6 nad Szkocją (Julia Ewart).
W 1999 Moore znów dołączyła do zespołu Nedohin i rok później wygrała Alberta Scotties Tournament of Hearts. W Scott Tournament of Hearts 2000 zespół z Edmonton zajął 6. miejsce wygrywając 5 meczów a 6 przegrywając. Kristie w latach 2004–2006 wzięła przerwę od uprawiania curlingu. Później ponownie wróciła do Nedohin, w 2009 zespół doszedł do finału rozgrywek prowincjonalnych przegrywając 7:9 z Cheryl Bernard. Następny sezon zagrała w drużynie Renelle Bryden.
Dodatkowo w sezonie olimpijskim 2009/2010 Kristie Moore była rezerwową w zespole Cheryl Bernard. Zespół z Calgary z tylko jednym przegranym meczem fazy grupowej awansował do finału Canadian Olympic Curling Trials i pokonał w nim 7:6 Shannon Kleibrink. Moore zapewniła sobie wówczas kwalifikację na Zimowe Igrzyska Olimpijskie 2010. Podczas turnieju w Vancouver była w piątym miesiącu ciąży – była trzecią taką osobą w historii zimowych igrzysk olimpijskich. W całym turnieju Moore zagrała jedynie dwa kamienie – zastąpiła Cori Bartel na pozycji otwierającej w 9. endzie w meczu przeciwko Szwedkom (Anette Norberg). Gospodynie prowadziły 6:1 i w tej sytuacji Moore wykonała dwa przeloty – zagrania te nie są uwzględniane w oficjalnych statystykach. Kanadyjki w finale zmierzyły się ponownie ze Szwecją, zdobyły srebrne medale przegrywając mecz po dogrywce wynikiem 6:7.
W sezonach 2010/2011 i 2011/2012 Kristie występowała w drużynie Renée Sonnenberg na pozycji drugiej. Ekipa ta wygrała wielkoszlemowy turniej Manitoba Lotteries 2011. Od sezonu 2012/2013 Moore jest skipem we własnym zespole. Ekipa ta triumfowała w Alberta Scotties Tournament of Hearts 2013 w 11-endowym finale pokonując 8:7 Renée Sonnenberg. Na Mistrzostwach Kanady 2013 curlerki z Alberty wygrały tylko jedno spotkanie z jedenastu, uplasowały się na ostatnim 12. miejscu.

## Wielki Szlem
| Turniej                | 2006/2007 | 2007/2008 | 2008/2009 | 2010/2011 | 2011/2012 | 2012/2013 | 2014/2015 |
| ---------------------- | --------- | --------- | --------- | --------- | --------- | --------- | --------- |
| Autumn Gold            | ?         | ?         | A         | x         | x         | A         | x         |
| Manitoba Lotteries     | ?         | ?         | A         | QF        | W         | A         | A*        |
| Colonial Square        | ?*        | A*        | ?*        | A*        | A*        | x         | A         |
| Masters                | ?*        | ?*        | A*        | A*        | A*        | A         | A         |
| Canadian Open          | —         | —         | —         | —         | —         | —         | A         |
| Players’ Championships | ?         | ?         | A         | A         | A         | A         | A         |

| —  | = turniej nie odbył się                          |
| A  | = nie uczestniczyła                              |
| ?  | = uczestniczyła – wynik niedostępny              |
| x  | = nie zakwalifikowała się do fazy finałowej      |
| QF | = ćwierćfinał                                    |
| SF | = półfinał                                       |
| F  | = finał                                          |
| W  | = zwycięstwo                                     |
| *  | = turniej niezaliczany do cyklu Wielkiego Szlema |

### Nierozgrywane
| Turniej               | 2006/2007 | 2007/2008 | 2008/2009 | 2010/2011 |
| --------------------- | --------- | --------- | --------- | --------- |
| Wayden Transportation | A         | ?         | ?         | —         |
| Sobeys Slam           | —         | ?         | A         | A         |

## Drużyna
|           | Czwarta          | Trzecia              | Druga            | Otwierająca      |
| --------- | ---------------- | -------------------- | ---------------- | ---------------- |
| 2014/2015 | Kristie Moore    | Sarah Wilkes         | Kristina Hadden  | Alison Kotylak   |
| 2013/2014 | Kristie Moore    | Sarah Wilkes         | Ashleigh Clark   | Kyla MacLachlan  |
| 2012/2013 | Kristie Moore    | Blaine Richards      | Michelle Dykstra | Amber Cheveldave |
| 2010/2012 | Renée Sonnenberg | Lawnie MacDonald     | Kristie Moore    | Rona Pasika      |
| 2009/2010 | Renelle Bryden   | Lawnie MacDonald     | Kristie Moore    | Shannon Mattheis |
| 2007/2009 | Heather Nedohin  | Kristie Moore (skip) | Beth Iskiw       | Pam Appelman     |
| 2006/2007 | Heather Nedohin  | Deb Santos (skip)    | Kristie Moore    | Kate Horne       |
| 1999/2000 | Heather Nedohin  | Carmen Barrack       | Kristie Moore    | Rona McGregor    |
| 1995/1996 | Heather Nedohin  | Carmen Whyte         | Kristie Moore    | Terelyn Bloor    |

## CTRS
Pozycje drużyn Kristie Moore w rankingu CTRS:
- 2013/2014: 50.
- 2012/2013: 26.
- 2011/2012: 9.
- 2010/2011: 24.
- 2009/2010: 55.
- 2008/2009: 25.
- 2007/2008: 14.
- 2006/2007: 12.